# Poienarii Apostoli
Poienarii Apostoli – wieś w Rumunii, w okręgu Prahova, w gminie Gorgota. W 2011 roku liczyła 1419 mieszkańców.